# Jason Peter
Jason Michael Peter (Locust, 13 settembre 1974) è un ex giocatore di football americano statunitense che ha militato nel ruolo di defensive end nella National Football League (NFL).

## Biografia
Dopo avere giocato al college a Nebraska dove vinse due campionati NCAA e fu premiato come All-American, Peter fu scelto come 14º assoluto nel Draft NFL 1998 dai Carolina Panthers. Vi giocò per quattro stagioni con un massimo di 4,5 sack nel 1999, dopo di che fu costretto a un prematuro ritiro per un problema ricorrente a un nervo del collo.

## Palmarès
- All-American - 1997

## Statistiche
| Partite             | 38  |
| Partite da titolare | 20  |
| Tackle              | 83  |
| Sack                | 7,5 |